# Cabidela

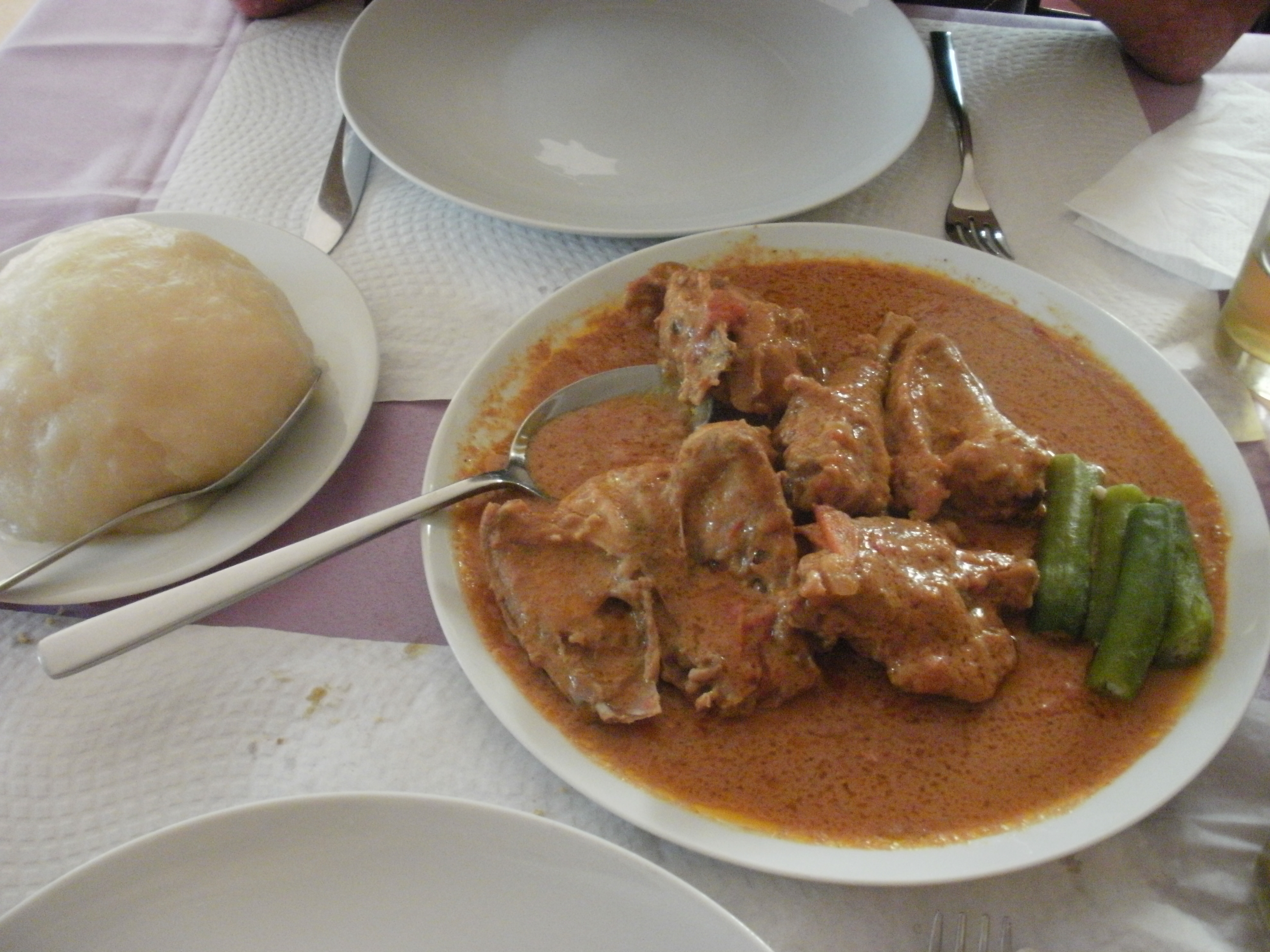
Cabidela au poulet.

La cabidela ou arroz de cabidela (riz cabidela) est un plat portugais à base de volaille, généralement un coq (poulet). Il est typique d'une région du nord du Portugal, le Minho. La particularité du plat est que du sang de poulet est ajouté à la presque fin, mélangé avec du vinaigre (pour ne pas coaguler) pendant que le riz bout, à la manière des civets. Le sang est récupéré lors de l’abattage de l’animal et confère une couleur brune au plat. Parfois, du riz blanc peut être servi avec le mets, bien que ce ne soit pas courant. Cuisiner avec du sang est une coutume antique commune à plusieurs cultures. Au Portugal, la cabidela est attestée par écrit depuis le XVIe siècle et peut également être préparée avec d'autres volailles ou animaux (canard, dinde, porc, chevreau ou gibier), bien que ceux-ci soient rares.

## Variantes

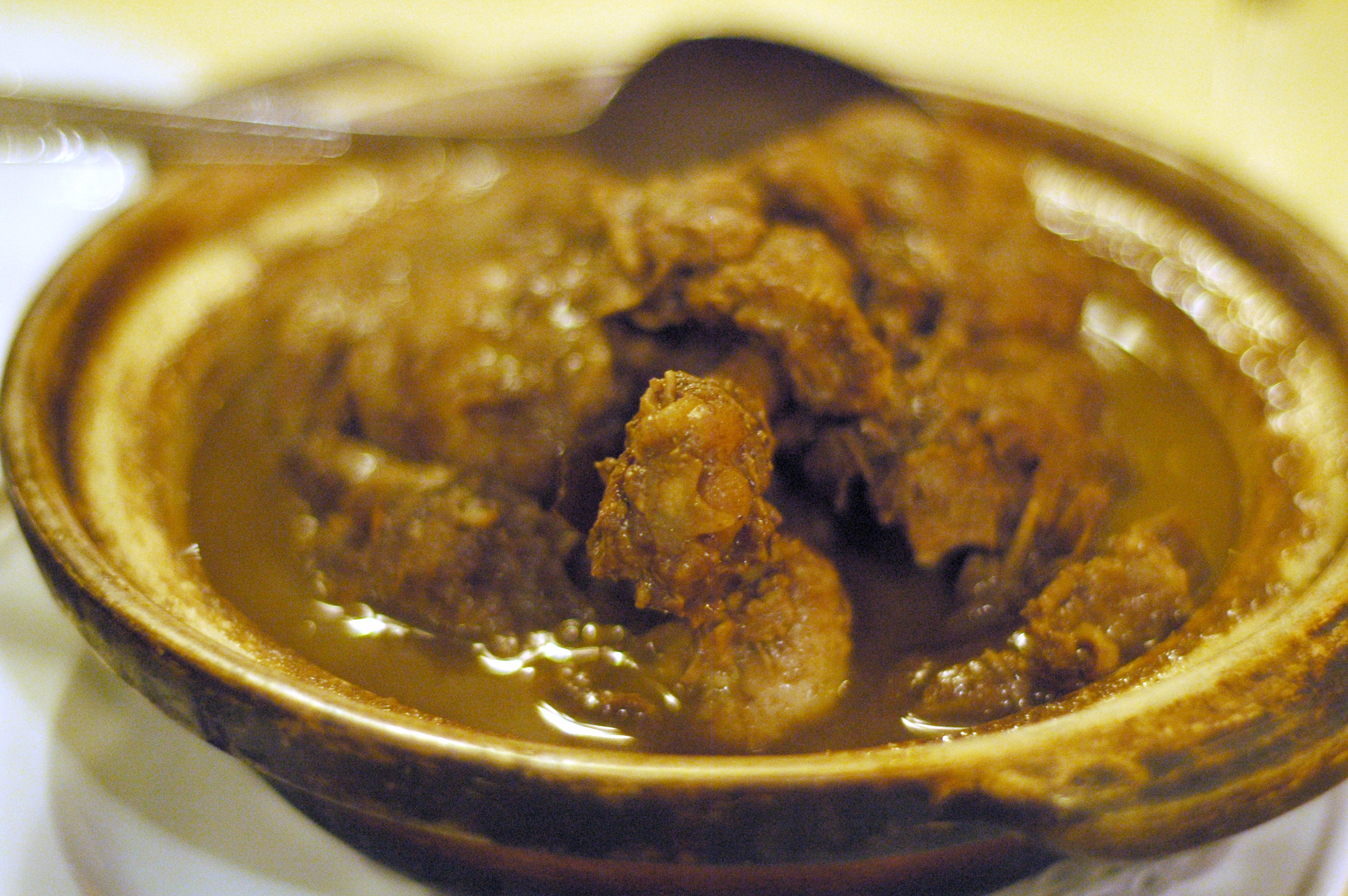
Pato de cabidela, variante macanaise du plat avec du canard.

Les variantes du plat sont également populaires dans de nombreuses anciennes colonies du Portugal, comme Macao, où un plat similaire à base de canard (pato de cabidela ou pato à cabidela) est l'un des plats les plus célèbres de la cuisine macanaise.
Au Brésil, ce plat est normalement préparé avec du poulet (galinha à cabidela ou galinha de cabidela), et est considéré comme un plat typique de la ville de Recife. Le riz est cuit séparément. C'est également un plat très courant dans l'État du Minas Gerais, où il porte le nom de galinha ao molho pardo. Il est aussi courant de cuire uniquement le sang du poulet, avec du vinaigre et des légumes, jusqu'à ce qu'il devienne une sauce qui peut être ajoutée au riz ou au poulet cuit lui-même.
En Inde, le porc cabidela est populaire parmi la communauté catholique de Goa.
La variété au poulet est l'un des plats les plus couramment servis lors d'occasions spéciales et on la trouve notamment dans des restaurants en Angola.